# Пандора (кукла)
Пандора — кукла XVII—XVIII веков, предназначенная для демонстрации моделей одежды. Название получила по имени героини греческой мифологии Пандоры (в переводе с греческого — всем одарённая).

## История
Подобные куклы были распространены в Европе и предназначались для демонстрации и воспроизводства одежды. Платье на них шилось с таким расчётом, чтобы портные могли повторить выкройку и декор. Позже эту функцию стали выполнять модные журналы и манекены.
Тело и голова куклы делались из дерева, на токарном станке. Ноги изготавливались отдельно и были подвижными в бедрах и коленях. Руки и кисти также выполнялись из дерева; плечи — из льняной ткани или мягкой кожи, прикрепленной к туловищу.
У большинства кукол глаза были нарисованные, но у некоторых они делались стеклянными, что было более трудоемким, поскольку кукольному мастеру приходилось прорезать отверстия в голове, а затем вставлять выдувное стекло. Кроме того, у всех модных кукол были либо окрашенные волосы, либо парики из льна или шерсти.
Первыми, кто приобретали модную куклу, были портнихи и портные. Прежде всего кукла функционировала как своего рода витрина для показа модной одежды. Поскольку она была чрезвычайно дорогой, богатые покупатели хотели увидеть, на что им предстояло потратить свои деньги. Таким образом, «[модные куклы были сделаны […] мастерами по пошиву одежды, чтобы проиллюстрировать свои навыки в миниатюре для своих клиентов». С XIX века для таких кукол стали выпускаться специальные модные журналы с выкройками одежды, обуви, сумочек. Впервые это было введено для французских кукол «Бебе Жюмо» (Bébé Jumeau).
Для богатых заказчиц стало считаться практичным владеть парой кукол, одна из которых демонстрировала большие туалеты, а другая — более обыденные, часто домашние (en déshabille). Таких кукол стали называть Большая Пандора и Маленькая Пандора.
Куклы часто передавались от матери к дочери, и поэтому многие перешли в категорию детских игрушек.
В России кукол-пандор можно увидеть в Музее Московского Кремля и в Большом Гатчинском дворце.